# 阿薩夸爾帕 (查拉特南戈省)
13°58′N 88°58′W / 13.967°N 88.967°W
阿薩夸爾帕（西班牙語：Azacualpa），是薩爾瓦多的城鎮，位於該國西北部，由查拉特南戈省負責管轄，面積10.01平方公里，海拔高度565米，2013年人口1,136，人口密度每平方公里113.49人。